# Gouffre Jean-Bernard
Pour les articles homonymes, voir Bernard et Jean-Bernard.

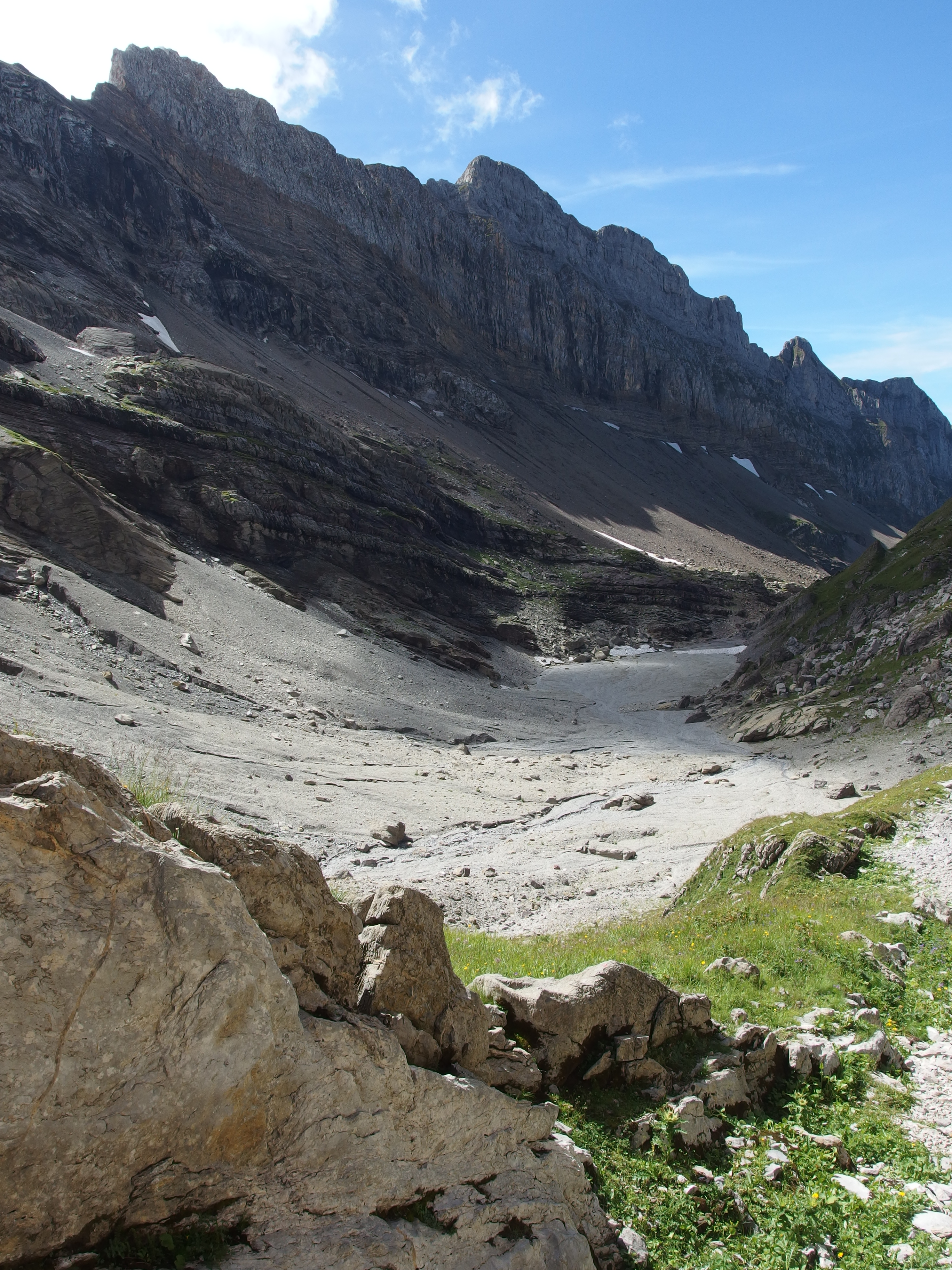
Le vallon des Chambres

Le gouffre Jean-Bernard est une cavité souterraine naturelle, possédant plusieurs entrées (15), toutes situées sur la commune française de Samoëns en Haute-Savoie (région Auvergne-Rhône-Alpes), dans le massif du Haut-Giffre.
Mi-août 2024, c’est la 7e plus profonde cavité naturelle au monde et la 174e plus longue.

## Historique
Le gouffre a été ainsi baptisé par les spéléos du club Vulcain en souvenirs des spéléologues Jean Dupont et Bernard Raffy, emportés dans une crue pendant une exploration de la goule de Foussoubie en 1963.
Le gouffre (V4) est trouvé en 1963 et arrêté à −100 mètres lors du camp d'été du groupe Vulcain. Le collecteur est atteint à −210 mètres en 1964. Toujours en été, en 1965 et 1966, l'arrêt est au bas du puits des affreux à −380 mètres. Le puits de la rivière à −450 mètres marque le point extrême pour l'année 1968. Un siphon à −623 mètres est atteint en 1969 lors d'une grosse expédition avec de nombreux spéléologues français. Dans la partie haute du vallon des Chambres le gouffre B19 situé à 2 118 mètres découvert en 1968 est exploré jusqu'à −450 mètres.
En 1975 commencent les expéditions hivernales. La cote −900 mètres est dépassée le 4 janvier et à −938 mètres la salle des crêpes marque l'arrêt des explorations le 6 janvier. Le B19 est relié au réseau le premier novembre donnant une dénivellation de 1 208 mètres.
Le siphon à −1 298 mètres est atteint le premier janvier 1976. Le gouffre B21 à l'altitude de 2 237 mètres rejoint le réseau et devient le gouffre plus profond du monde en 1979 avec la profondeur de −1 358 mètres.
Le gouffre Jean-Bernard fut pendant presque vingt ans la cavité la plus profonde connue du monde, au « passage » à la cote −1 358 mètres en juillet 1979, avant d'être dépassée par le gouffre Mirolda en janvier 1998.
En 1980, 1981, 1982, en février, trois siphons sont plongés avec arrêt sur un quatrième impénétrable à −1 494 mètres.
Au mois d'août 1983, le gouffre B22 à 2 194 mètres est exploré, relié au B21 et donne l'accès aux galeries amont qui permet au système de dépasser pour la première fois les 1500 m de dénivellation à −1 535 mètres.
De 2004 à 2015, il reste le deuxième gouffre le plus profond de France avec −1 602 mètres, et le sixième mondial ; son développement atteint les 23 656 mètres en 2015.
Une synthèse topographique réalisée de 2013 à 2024 par le groupe spéléo Vulcain affiche une dénivelée totale de 1 612 mètres pour un développement cumulé de 29 558 mètres, ce qui en fait en 2022 la septième cavité mondiale la plus profonde.

## Karstologie
Le gouffre Jean-Bernard est situé dans une gouttière synclinale (vallon des chambres). Les différentes entrées sont situées sur le flanc nord-est du synclinal entre 1800 m et 2300 m d'altitude et sont perpendiculaires au collecteur. Le collecteur coule non loin du contact urgonien-marnes hauteriviennes dans un méandre de 2 à 3 mètres de largeur. L'émergence est située à 780 m d'altitude dans le ruisseau du Clévieux. Les galeries de 10 à 15 m de diamètre qui se développent dans la partie supérieure du réseau sont d'anciens drains fossiles creusés antérieurement à l'incision de la vallée du Giffre.